# NGC 3227
NGC 3227 (другие обозначения — UGC 5620, IRAS10207+2007, MCG 3-27-16, Arp 94, ZWG 94.28, VV 209, KCPG 234B, PGC 30445) — спиральная галактика с перемычкой (SBa) в созвездии Лев.
Этот объект входит в число перечисленных в оригинальной редакции «Нового общего каталога», а также включён в атлас пекулярных галактик.
В галактике вспыхнула сверхновая SN 1983U типа I, её пиковая видимая звездная величина составила 12,0.
Галактика NGC 3227 входит в состав группы галактик NGC 3227. Помимо NGC 3227 в группу также входят ещё 15 галактик.